# Lukman Lawal
Lukman Lawal est un boxeur nigérian né le 19 novembre 1988.

## Carrière
Sa carrière amateur est marquée par une médaille d'argent aux Jeux africains de Maputo en 2011 dans la catégorie mi-lourds.

### Jeux olympiques
- Éliminé au premier tour des Jeux de 2012 à Londres, Angleterre

### Jeux africains
- Médaille d'argent en -81 kg en 2011 à Maputo, Mozambique